# Lac Mead
Pour les articles homonymes, voir Mead.
Le lac Mead (en anglais, Lake Mead) est un lac artificiel américain, situé dans les États du Nevada et de l'Arizona. Créé sur le cours du Colorado par la construction du barrage Hoover, il a une longueur de 180 km en amont de l'ouvrage, une superficie de 640 km2, compte 885 km de rivage et contient environ 32,236 km3 d'eau. Outre le Colorado qui s'y déverse à l'est, la Virgin et la Muddy se jettent dans le lac Mead, au nord.
Quand il est plein, il représente le plus grand réservoir aux États-Unis en termes de capacité d'eau.
Cependant, le lac n'a pas atteint sa pleine capacité depuis 1983 en raison d'une combinaison entre la sécheresse et l'augmentation de la demande en eau.
Le réservoir sert à alimenter en eau les États de l'Arizona, du Nevada et de Californie, fournissant près de 20 millions de personnes et de grandes surfaces agricoles.

## Histoire
Le lac a été nommé d'après Elwood Mead (16 janvier 1858 – 26 janvier 1936), qui fut le commissaire du Bureau des Réclamation des États-Unis de 1924 à 1936 au cours de la planification et de la construction du projet Boulder Canyon qui a créé le barrage Hoover et le lac.
L'eau accumulée par le barrage Hoover a forcé l'évacuation de plusieurs villages, notamment St. Thomas, dans le Nevada, dont les derniers résidents ont quitté la ville en 1938. Les ruines de St. Thomas sont parfois visibles lorsque le niveau d'eau du lac Mead descend en dessous de la normale.
Le 21 juillet 1948, un bombardier Boeing B-29 s'est écrasé dans le lac. Son épave demeure toujours au fond du lac.

## Géographie
Il s'agit d'un lac artificiel créé par le barrage Hoover sur le Colorado dans les années 1930.
Il s'étend sur 180 km de long en amont de l'ouvrage, mesure 640 km2, possède 885 km de rivage et retient environ 32 236 km3 d'eau. La Virgin et la Muddy se jettent dans le lac Mead, au nord.

## Enjeux liés à l'eau et prospective
Il alimente Las Vegas, la Californie, le Nevada et l'Arizona par un aqueduc, répondant aux besoins en irrigation, loisirs (Cf. par ex : Lake Mead National Recreation Area) et eau potable de plus de 20 millions de personnes, avec un problème de surexploitation et de contamination par certains polluants dont pesticides et perchlorate d'ammonium, un perturbateur endocrinien, qui au-delà d'une certaine dose peut affecter le système hormonal, via la thyroïde, et peut-être aussi (à plus fortes doses) causer une augmentation de risque de cancer de la thyroïde ou de troubles du développement neurologique.
La hausse de la consommation d'eau, ajoutée au changement climatique, menace la pérennité du lac. De nouvelles îles apparaissent d'ailleurs à sa surface. Près d'Overton, la ville fantôme de Saint Thomas, engloutie par la création du lac en 1938, est réapparue trois fois depuis lors : sous l'effet de la sécheresse, en 1957 ; en 1965, lorsque le remplissage du lac Powell, derrière le barrage de Glen Canyon, a fait chuter le niveau du lac Mead ; en 2002, lorsque la croissance de la demande d'eau et la sécheresse ont conduit le site à son état d'exposition actuel. 
Pour pallier cela, un pipeline pourrait être installé pour aller pomper l'eau des nappes souterraines du nord, à 400 kilomètres, dans la région du Grand Bassin.
En 2022 le lac était à son plus bas niveau historique du fait de la sécheresse et des pompages excessifs.

## Anecdotes
Malgré son nom, la ville proche de Meadview ne donne pas sur le lac.
Le classement des endroits où ne pas aller, pour les préserver,, publié par le guide américain Fodor's, créé en 1949 à Paris par l'écrivain d'origine hongroise Eugene Fodor, mentionne explicitement ce lac dans un groupe de villes et lieux à éviter.

## Jeux vidéo
- Fallout: New Vegas ;
- Grand Theft Auto: San Andreas, sous le nom de Sherman Reservoir.